# Як привиди поцупили Різдво (Цілком таємно)
Як привиди поцупили Різдво (How the Ghosts Stole Christmas) — 6-й епізод шостого сезону серіалу «Цілком таємно». Епізод не належить до «міфології серіалу» — це «монстр тижня». Прем'єра в мережі «Фокс» відбулася 10 січня 1999 року.
У США серія отримала рейтинг домогосподарств Нільсена, рівний 10,6, який означає, що в день виходу серію подивилися 17,3 мільйона чоловік.
В даному різдвяному тематичному епізоді Малдер і Скаллі вирушають оглянути будинок з імовірними привидами. Агенти в швидкому часі виявляють пару закоханих привидів, що живуть у будинку.

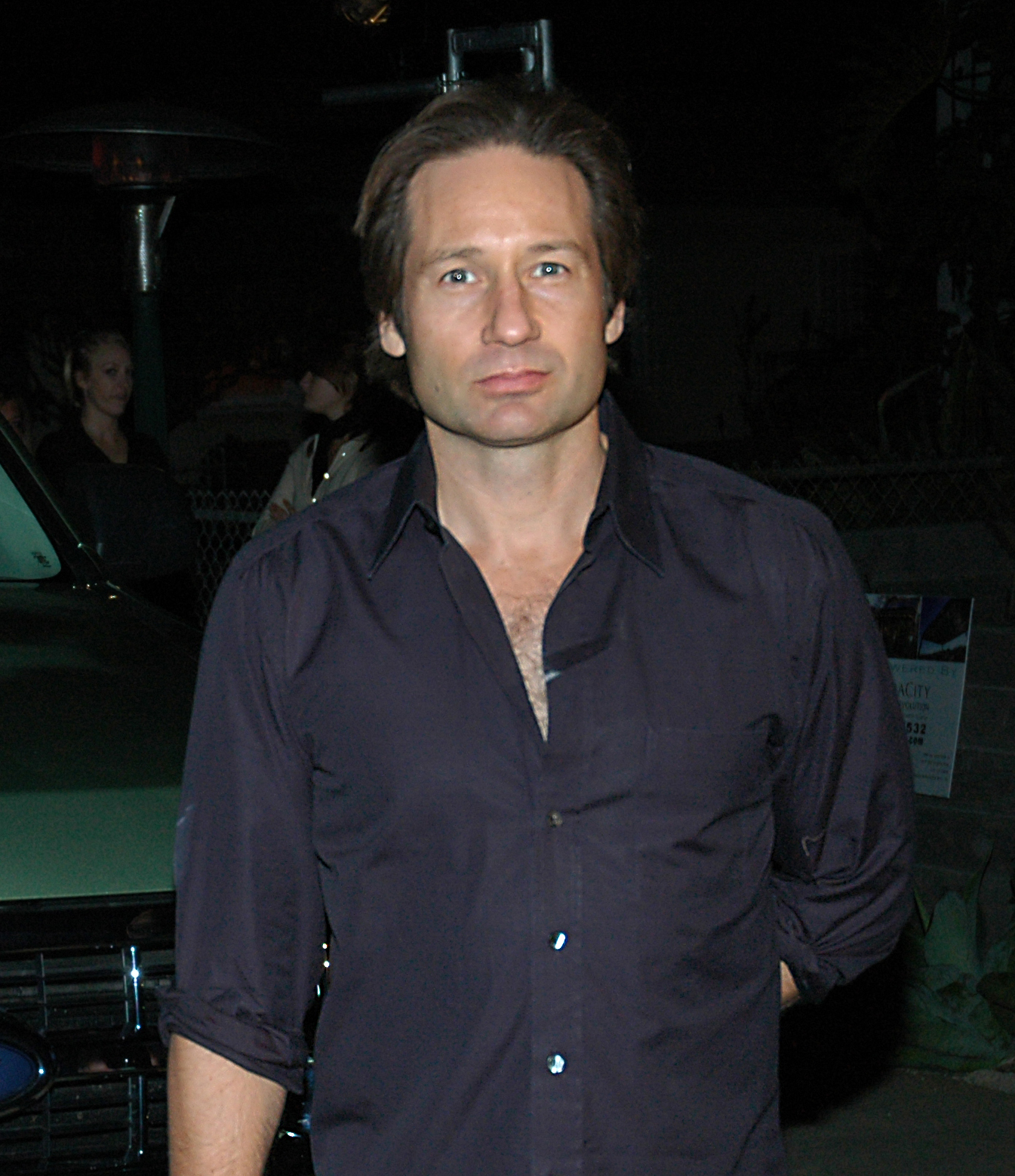

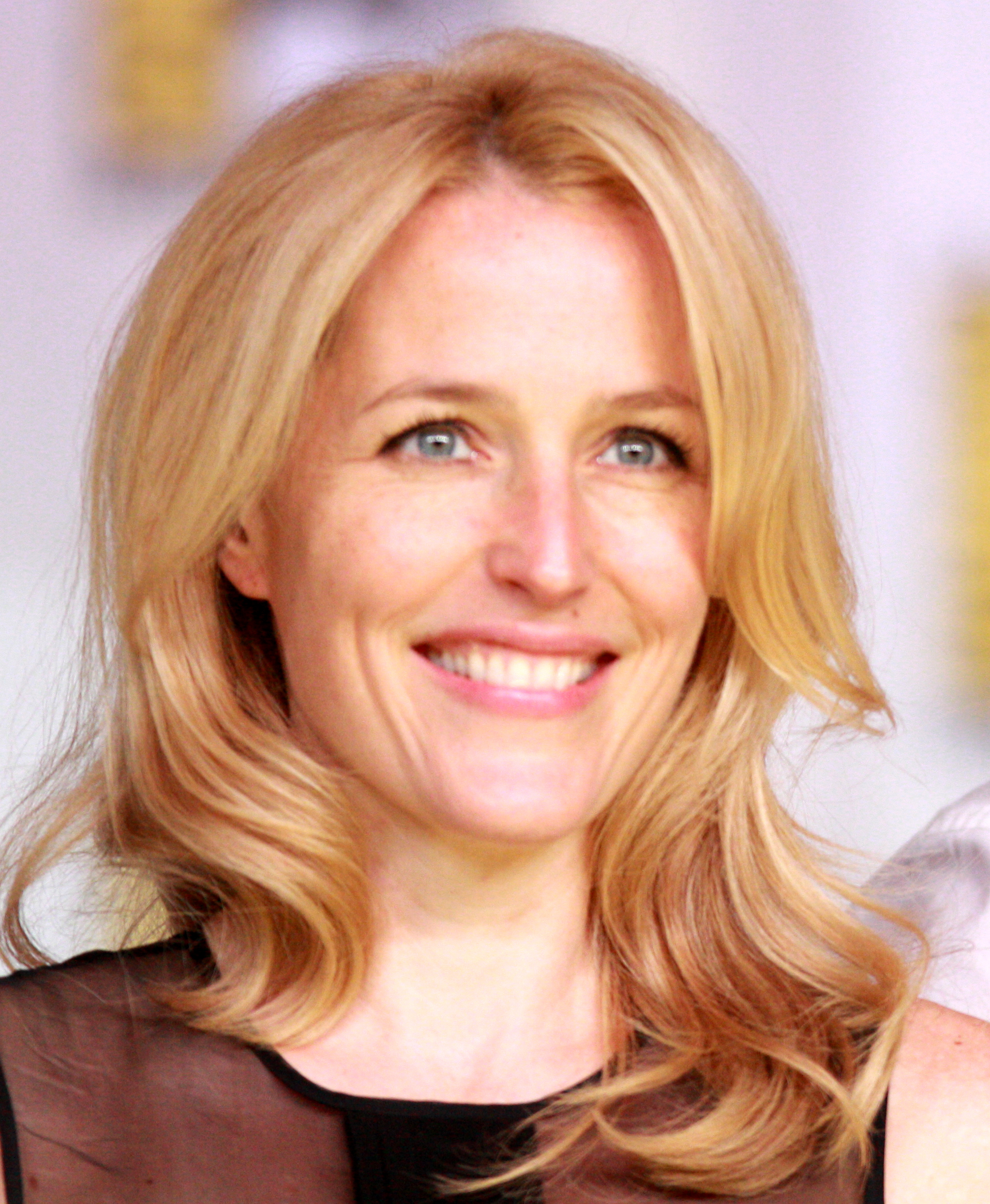

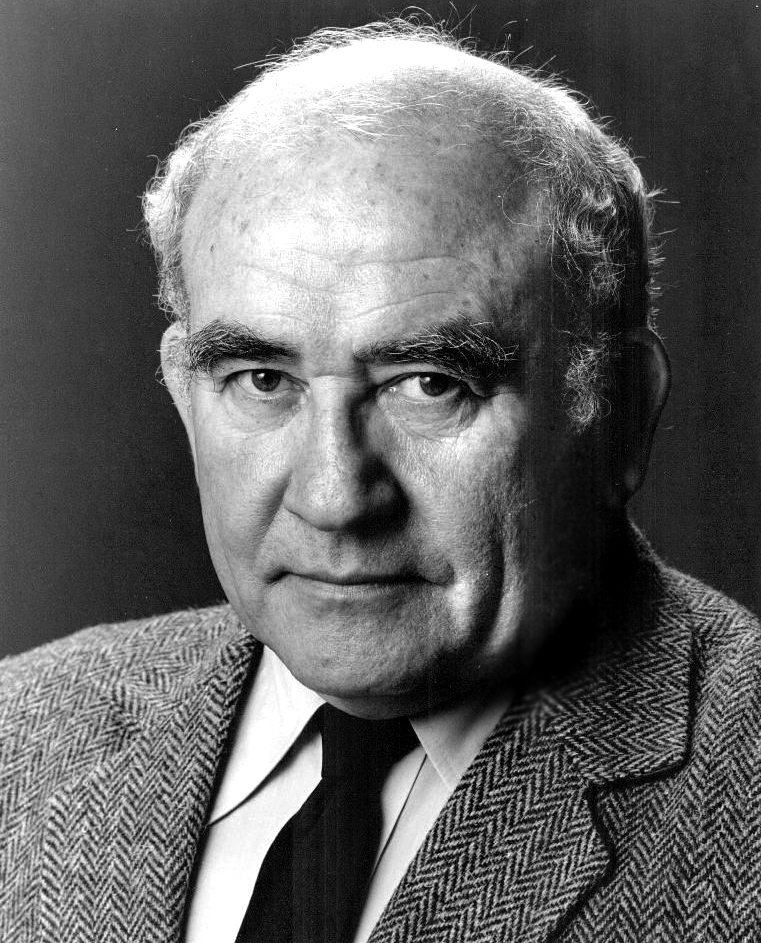

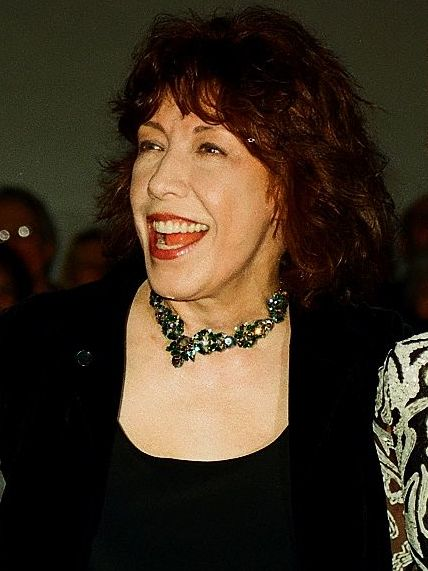

## Зміст
Істина десь поруч
Останній день напередодні Різдва. Малдер і Скаллі десь в Меріленді. Розповідаючи стару історію про нещасних закоханих, які уклали договір бути разом вічно, Малдер запрошує Скаллі в темний особняк, у якому імовірно живе пара привидів. Скаллі пручається і нехотячи теж йде в особняк. Вони входять всередину, і передні двері зачиняються за ними, піймавши в пастку.
Малдер переконаний, що це робота привидів, які живуть в будинку. Скаллі, як завжди скептична, пояснює Малдеру, що психологічно люди потребують віру в життя після смерті, оскільки це заспокоює їх страх перед смертю. Але коли двері, котрі перед цим зачинилися, раптово відкриваються і світло, що виходить звідти, заливає все навколо, Малдер приписує це привидам. Скаллі визнає, що злякалася, але вважає, що це безпідставний страх. Вона все ще вважає, що, можливо, це діють люди, які живуть в будинку.
Проходячи через двері, агенти опиняються в бібліотеці. Там камін щойно загасили. Фокс світить собі під підборіддя і лякає Скаллі. Під підлогою в бібліотеці Малдер знаходить трупи застрелених чоловіка й жінки. Трупи вдягнені точнісінько як Фокс і Дейна.
Проходячи крізь серію дивних спотворень і змін, агенти розходяться по «своїх» бібліотеках в паралельному всесвіті. Тут Малдер зустрічає дух Моріса, який радить йому вбити Скаллі.
Скаллі ж у своїй паралельній бібліотеці зустрічає привид Ліди, вона переконує Скаллі застрелити Малдера. Скаллі примушує привидів підняти руки та виявляє в обидвох наскрізні кульові поранення — й падає без свідомості. Тоді привиди вирішують показати агентам наскільки самотнім може бути Різдво.
Коли двоє агентів зустрічаються знову, вони слідують підступному плану привидів і стріляють один в одного. Однак Моріс вирішує поламати багаторічний план убивства. Тоді Лайда приймає форму Скаллі і стріляє в Малдера.
Потім Дейна і Фокс сповзають по сходах, важко дихаючи й стікаючи кров'ю під різдвяну пісню, і розуміють, що це був тільки якийсь обман свідомості, жарт, зіграний з ними привидами.
Привиди перед каміном кепкують над новим поколінням і чекають на Різдво.
Дейна замість розгортати подарунки в колі родини приходить до самотнього Малдера. Вони обмінюються подарунками і жадібно чекають побачити саме того подарунка.
Це останнє Різдво яке ви святкуєте наодинці

## Зйомки
Кріс Картер творив «Як привиди поцупили Різдво» навколо викладення ідеї — коли він і Френк Спотніц працювали над матеріалами про будинок з привидами. Єдина сцена, яку справді розробили власне вони — це те, що стане кульмінацією епізоду: Малдер і Скаллі повзуть по підлозі і сильно кровоточать. Картер також хотів зберегти всі дії «в одному наборі», це призвело до того, що художник-постановник Корі Каплан запропонував відзняти його в квартирі Скаллі — прийом, який знімальна команда не використовувала певний час. Однак Картер, бажаючи зберегти мотив будинку з привидами, вирішив відзняти епізод у такій обстановці і попросив Каплана розробити декорації особняка, який був би «похмурим, але не надто похмурим; застарілим, але не надто застарілим, і безлюдним, але не надто безлюдним».
У зйомках серії брав участь найменший акторський склад будь-якого епізоду «Цілком таємно», в якому знімались лише Духовни, Андерсон та дві запрошені зірки. Лілі Томлін спочатку зверталася до продюсерів «Цілком таємно» за кілька сезонів до цього та просила надати їй можливість взяти участь в серіалі. Картер погодився зустрітися з нею, і вони обговорили можливі ідеї для майбутніх епізодів. Кілька років по тому Картер вирішив написати «Як привиди поцупили Різдво» в основному як специфічний епізод засіб для неї. Спочатку Картер хотів, щоб Боб Ньюгарт зіграв роль Моріса. Однак Ньюгарт не відповів згодою, і тому продюсерська команда звернулася до Еда Аснера, який охоче погодився.
Продукування епізоду було скороченим, використано лише кілька дублів. Через це «Як привиди поцупили Різдво» був найдешевшим епізодом шостого сезону. Однак зменшення кошторису зробило написання та режисування епізоду проблематичним, оскільки Картер був змушений працювати в рамках жорстких виробничих обмежень. Зовнішні сцени були зняті перед особняком Пайру в однойменному містечку (штат Каліфорнія), де знімався епізод шостого сезону «Король дощу». За день до зйомок за будівлею особняка спалахнула пожежа. На щастя, через годину місцеві пожежники змогли взяти полум'я під контроль, викопавши перепону, вогонь зупинився за 300 футів від будинку.

## Показ і відгуки
Епізод вперше вийшов в ефір у США 13 грудня 1998 року. Він отримав рейтинг Нільсена 10,6 із часткою 16, що означає — приблизно 10,6 відсотка всіх домогосподарств, обладнаних телевізором, і 16 відсотків домогосподарств, які дивляться телевізор, були налаштовані на серію. Його переглянули 17,30 мільйона глядачів. Епізод, який вийшов в ефір у Великій Британії та Ірландії на Sky One 11 квітня 1999 року, набрав 0,70 мільйонів глядачів і був четвертим найбільш переглядуваним епізодом цього тижня.
Епізод отримав переважно позитивні відгуки критиків, з деякими негативними. Британське видання «Sight & Sound» назвало серію «одним із найкращих різдвяних епізодів будь-якого серіалу». «Це надзвичайно креативне, можливо, гірке святкове задоволення, що ідеально підходить для Різдва з його поєднанням жаху, комедії та натяків на романтику». Оглядач «Static Mass» Патрік Семюель нагородив епізод п'ятьма зірками і написав: «Коли Малдер і Скаллі із задоволенням розгортають свої подарунки наприкінці серії, цей епізод справді змушує мої власні Різдвяні свята відчувати трохи повнішими». Оглядачка «Den of Geek» Жюльєтт Гарріссон в своєму огляді зазначила: «Шостий сезон включав ще кілька чудових епізодів [і] класичні комедійні епізоди, зокрема „Як привиди вкрали Різдво“». «DVD.net» назвав «Як привиди вкрали Різдво» «класичним» самостійним епізодом.
Зак Гендлен з «The A.V. Club» надав серії переважно позитивний відгук і присвоїв йому оцінку А. Він зазначив, що епізод був написаний подібним чином до попереднього — «Прометея Постмодернізму» авторства Картера. Гендлен писав, що обидва «мають радісну атмосферу, задоволення від якої отримують всі». Однак він дійшов висновку, що «епізод живе і діє завдяки силі своїх двох запрошених зірок», перш ніж написати, що «Аснер і Томлін більше, ніж відповідають своєму завданню». Дюк Крессі з «DVD Talk» назвав серію одним із «найважливіших моментів шостого сезону». Роберт Шірман і Ларс Пірсон в книзі «Хочемо вірити: Критичний путівник по Цілком таємно, Мілленіуму та Самотніх стрільцях» оцінили епізод п'ятьма зірками з п'яти. Том Кессеніч у своїй книзі «Експертиза: несанкціонований погляд на сезони 6–9 Цілком таємно» дав епізоду більше змішаного та позитивного огляду, зазначивши відсутність «темряви» в епізоді. Він написав: «Добре, мені дуже сподобався цей епізод. […] Але, хоча я насолоджувався величезною розважальною цінністю останніх трьох серій, я справді прагну чогось зловісного та темного».
Не всі відгуки були такими позитивними. Пола Вітаріс з «Cinefantastique» надала епізоду значною мірою негативний відгук і присудила йому 1.5 зірки з чотирьох. Вітаріс була незадоволена тим, як характеризували Моріса та Ліду, відзначаючи, що їхній метод намагання змусити Малдера та Скаллі вбити одне одного привів до «нескінченного психологічного діалогу». Оглядачка «The Michigan Daily» Меліса Рунстром у своєму огляді шостого сезону визначила його найслабшим епізодом.
Згодом Корі Каплан виграв нагороду «за досконалість» від Гільдії кінорежисерів та художників телебачення за роботу на тему «Як привиди вкрали Різдво».

## Знімалися
| Актор             | Роль            |
| ----------------- | --------------- |
| Девід Духовни     | Фокс Малдер     |
| Джилліан Андерсон | Дейна Скаллі    |
| Едвард Аснер      | Моріс           |
| Лілі Томлін       | Ліда (Лайда)    |
| Петер Булл        | голос ведучого  |
| Аластер Сім       | Ебенізер Скрудж |